# Castellu di Capula
Pour l’article homonyme, voir Giovanni Capula.
Pour Capula elegans, un synonyme d'espèce de gastéropodes, voir Capulus elegans (Tapparone Canefri, 1877).
Castellu di Capula fait partie de l'ensemble du site de Cucuruzzu en Corse-du-Sud. C'est en fin de promenade du site, après avoir passé un village forteresse datant de l'âge de bronze que l'on parvient, au terme d'une vingtaine de minutes dans les sous-bois, au « casteddu » de Capula.
Ce site a été classé monument historique en décembre 1990.
Un pèlerinage à Saint Laurent y a lieu chaque année le 9 août.